# Francisco Domonte

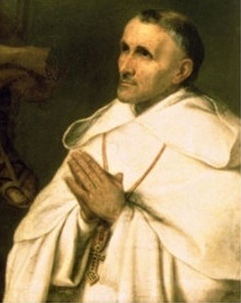
Francisco Domonte

Francisco Domonte, O. de M. (1618–1681) foi um prelado católico romano que serviu como Bispo Auxiliar de Sevilha (1680–1681).

## Biografia
Francisco Domonte nasceu em Sevilha, Espanha, e foi ordenado sacerdote na Ordem da Bem-Aventurada Virgem Maria da Misericórdia. No dia 11 de março de 1680, foi nomeado durante o papado de Inocêncio XI como Bispo Auxiliar de Sevilha e Bispo Titular de Hippos. A 2 de junho de 1680, foi consagrado bispo por Ambrosio Ignacio Spínola y Guzmán, arcebispo de Sevilha com James Lynch, arcebispo de Tuam, servindo como co-consagrador. Serviu como Bispo Auxiliar de Sevilha até à sua morte em 1681.
Enquanto bispo, foi o principal co-consagrador de Antonio de Vergara, arcebispo de Sassari (1680) e Juan Grande Santos de San Pedro, bispo de Almeria (1681).